# Court at King of Prussia
Le Court at King of Prussia est une partie du King of Prussia Mall, qui est un vaste complexe commercial situé à King of Prussia, dans la banlieue nord de Philadelphie, en Pennsylvanie. Sa surface est de 67 639 m2.
C'est la partie la plus récente (1981) du King of Prussia Mall et la plus petite après le Plaza at King of Prussia qui fut inauguré en 1963. En 1997, une nouvelle section de 17 854 m2 est construite dans "The Court", c'est le Pavilion at King of Prussia. 
Le Court at King of Prussia est tenu par deux chaîne de magasins, Bloomingdale's et Macy's.